# Vittorio Algeri
Vittorio Algeri, nacido el 3 de enero de 1953 en Torre de' Roveri, en la Provincia de Bérgamo en Lombardía, es un antiguo ciclista italiano reconvertido en director deportivo.

## Biografía
Fue profesional de 1977 a 1987 y fue campeón de Italia en ruta al ganar la Coppa Bernocchi en 1984.
Después de su carrera como ciclista, se convirtió en director deportivo de equipos como el Château D'Ax, Gatorade Team Polti, Saunier Duval-Prodir, Domina Vacanze o el Team Milram. Actualmente dirige desde el 2012 al equipo australiano Orica-GreenEDGE.
Su hermano Pietro también fue ciclista profesional de 1974 a 1982.

## Palmarés
1976
- Semana Lombarda

1977
- 1 etapa de la Vuelta a Bélgica

1978
- 1 etapa del Giro de Italia
- 1 etapa de la Tirreno-Adriático

1979
- Gran Premio Industria y Artigianato-Larciano
- 1 etapa de la Tirreno-Adriático

1982
- 1 etapa de la Vuelta a Suecia

1984
- 1º en el Campeonato italiano de fondo en carretera
- Coppa Bernocchi

## Resultados en las grandes vueltas
| Carrera         | 1977 | 1978 | 1979 | 1980 | 1981 | 1982 | 1983 | 1984 | 1985 | 1986 | 1987 |
| --------------- | ---- | ---- | ---- | ---- | ---- | ---- | ---- | ---- | ---- | ---- | ---- |
| Giro de Italia  | 14º  | 49.º | 64.º | 70.º | -    | 85.º | Ab.  | 92.º | Ab.  | -    | -    |
| Tour de Francia | -    | -    | -    | -    | -    | -    | -    | -    | -    | -    | Ab.  |
| Vuelta a España | -    | -    | -    | -    | -    | -    | -    | -    | -    | -    | -    |